# Effectifs du Championnat d'Europe féminin de basket-ball 2011
Cet article est un complément de Championnat d'Europe de basket-ball féminin 2011.

### 

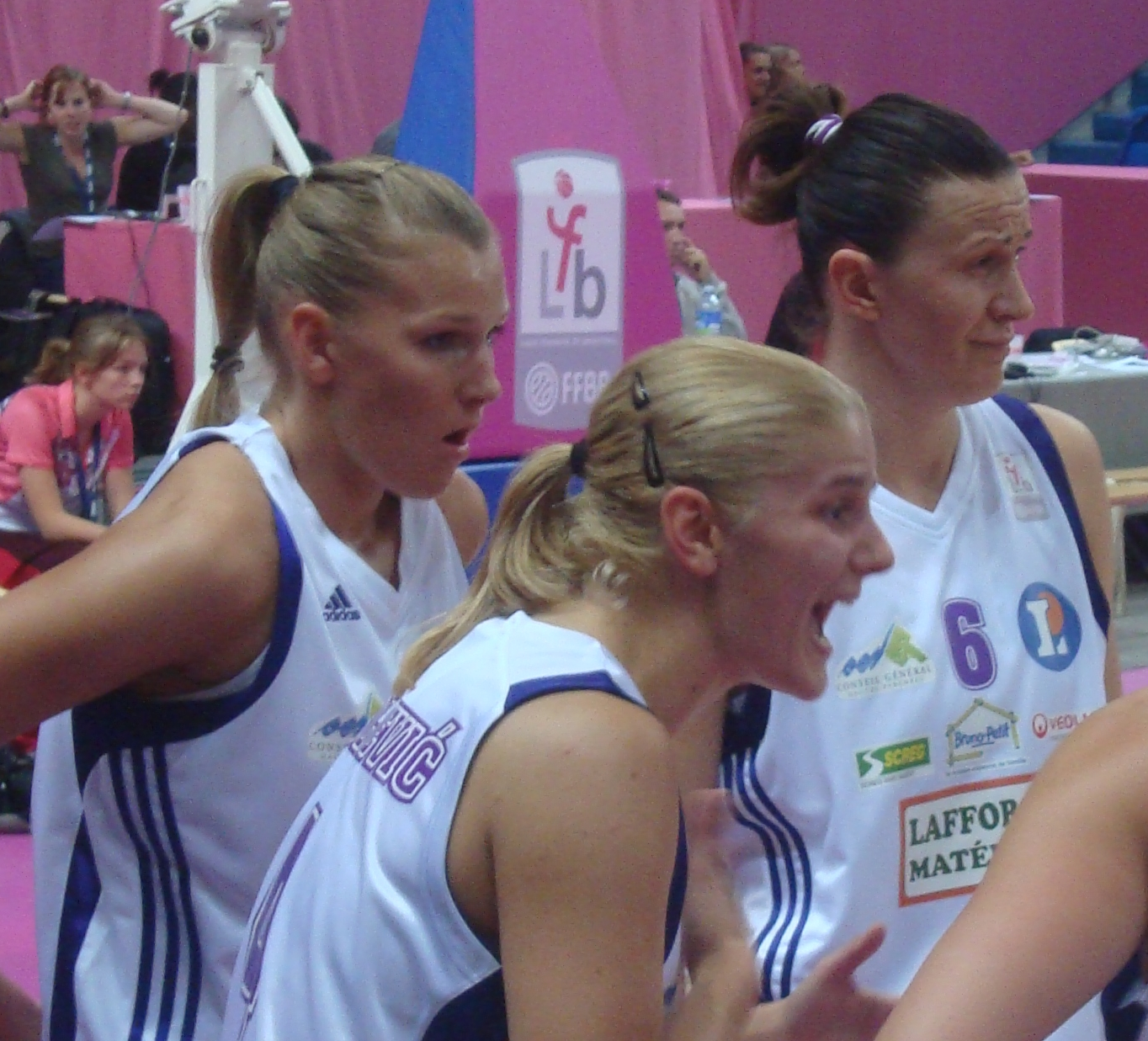
Vaida Sipavičiūtė (à gauche).

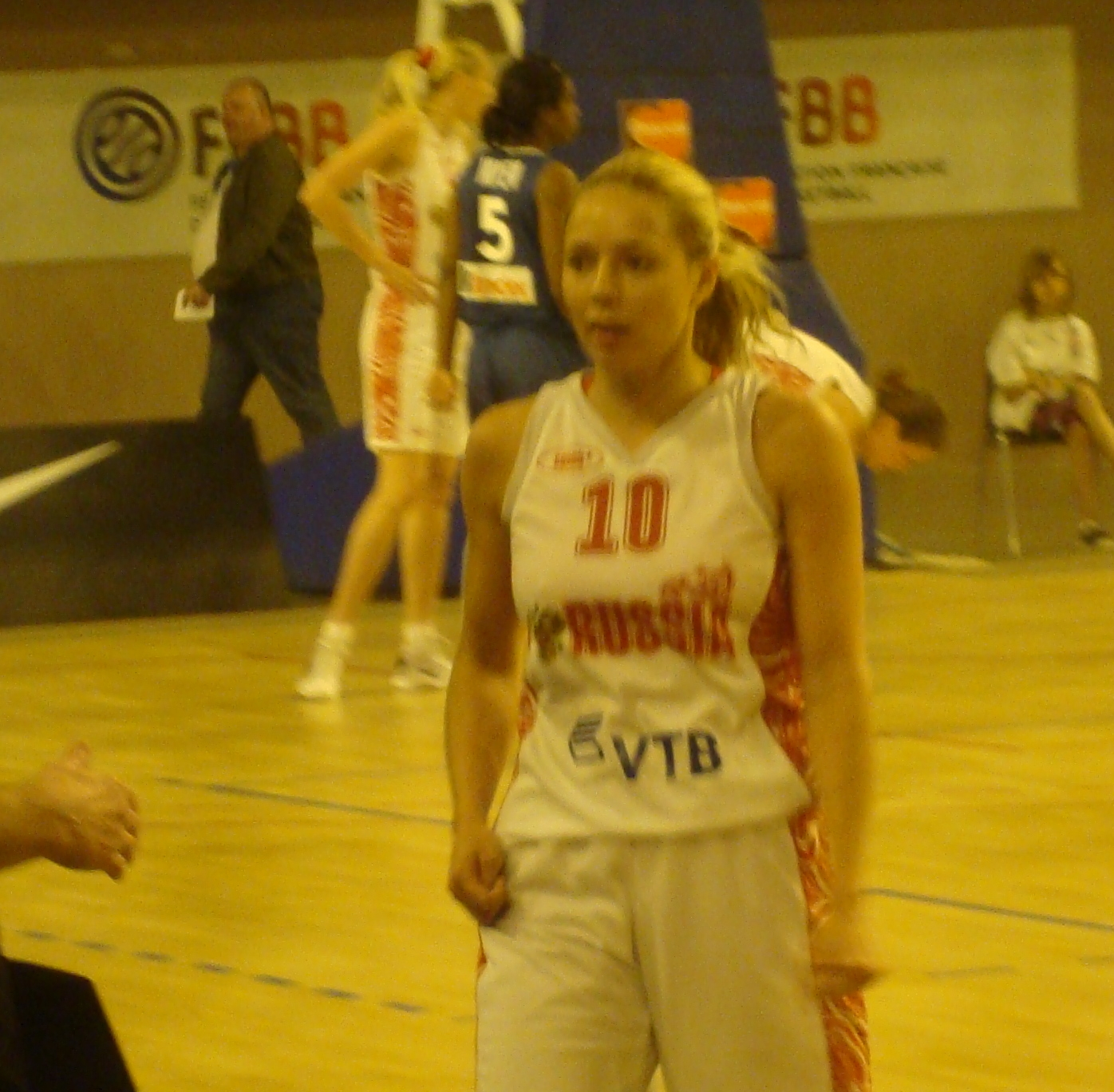
Ilona Kosrtine

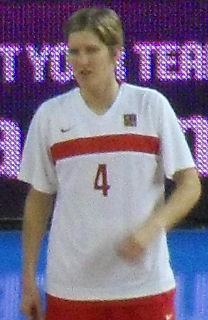
Jana Veselá

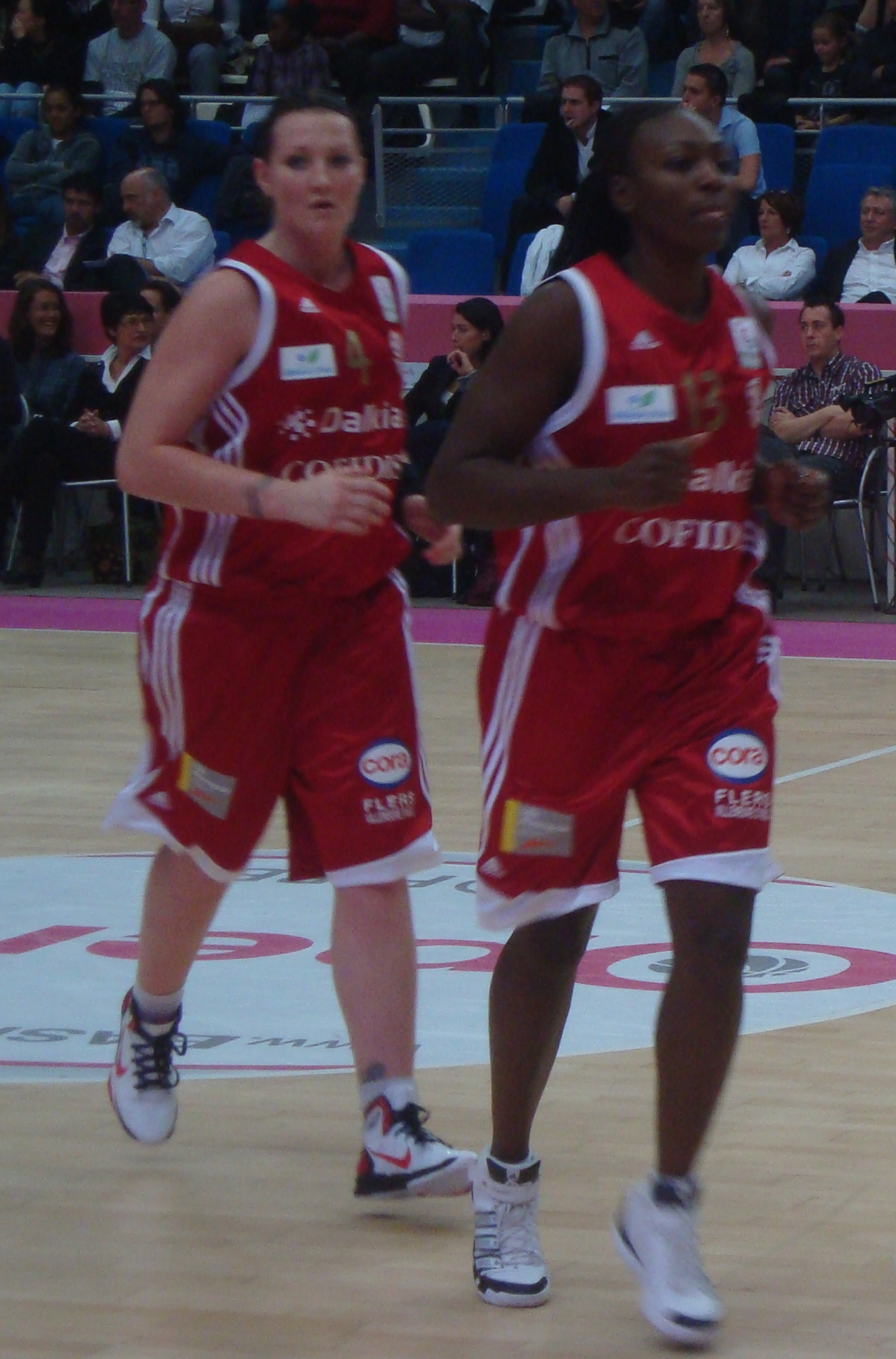
Julie Anne Page (numéro 4)

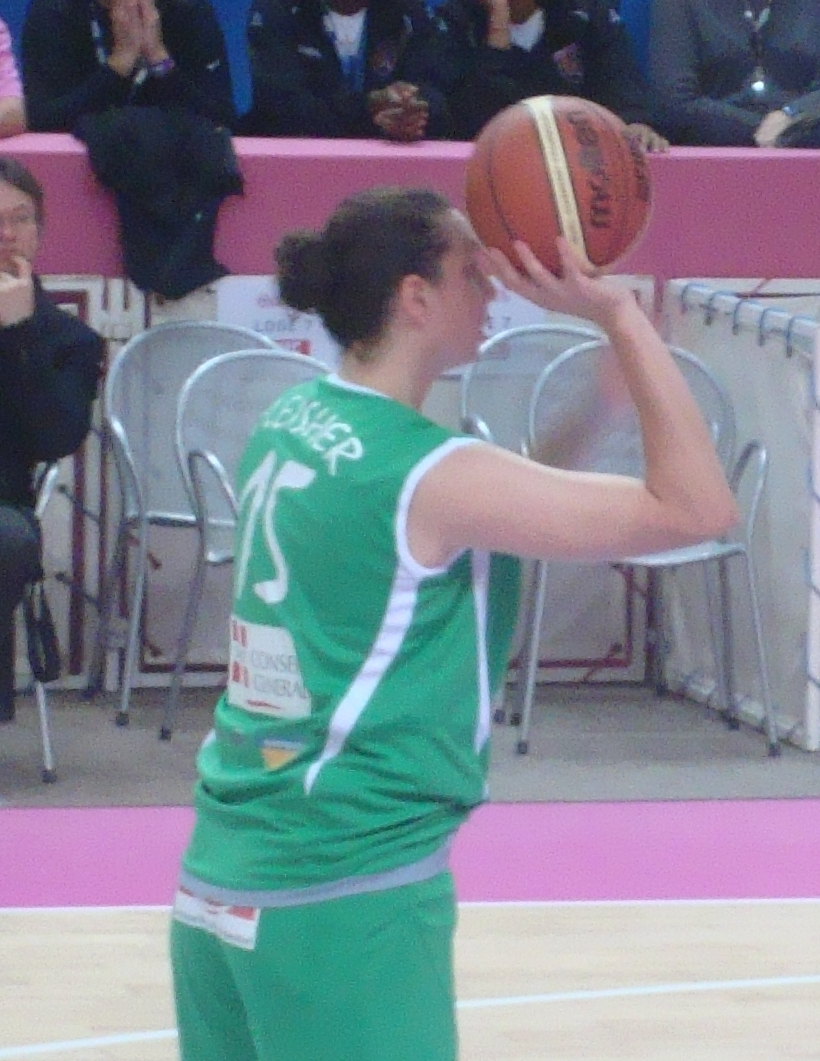
Jennifer Fleischer

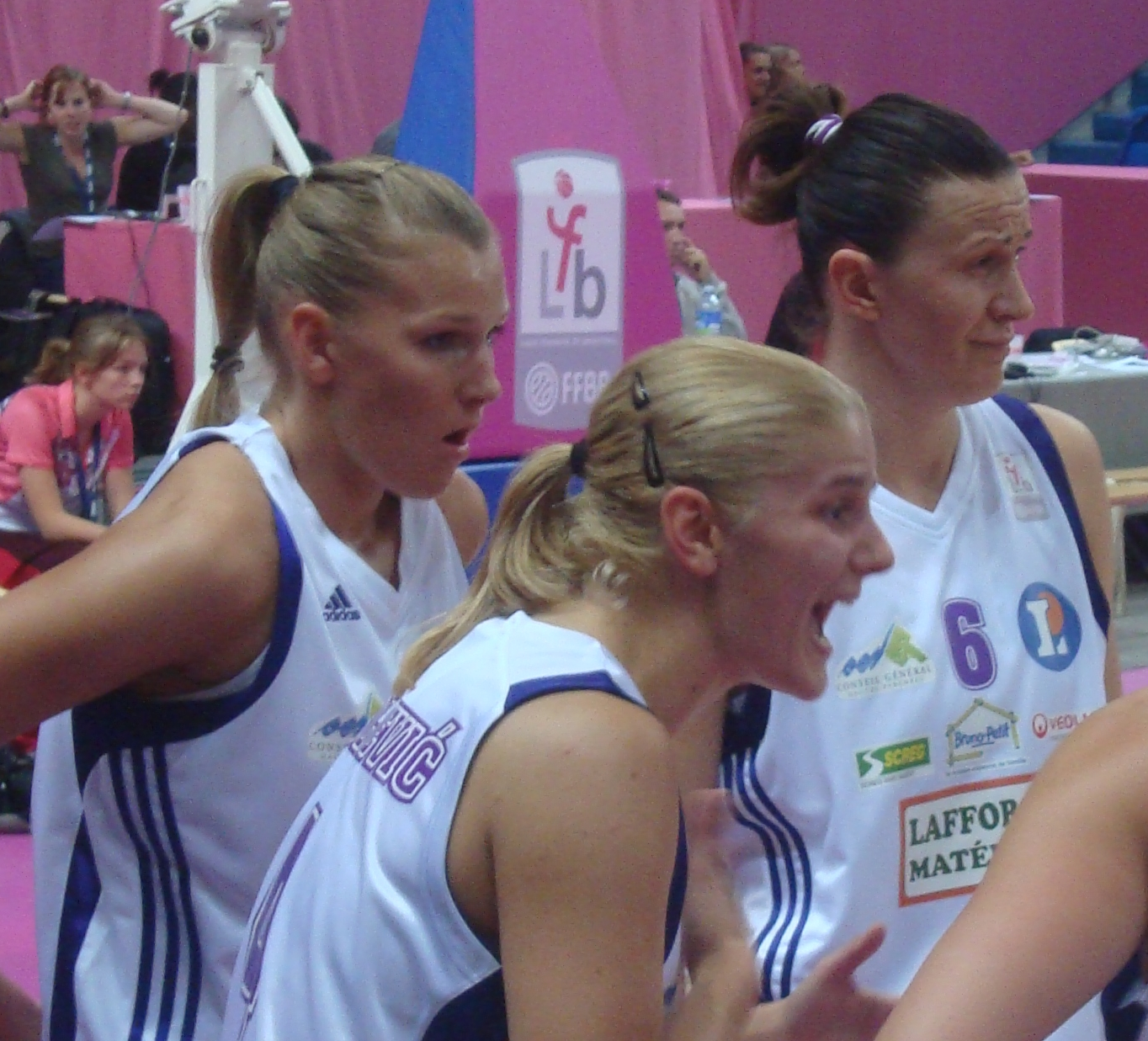
Jelena Dubljević (au centre).

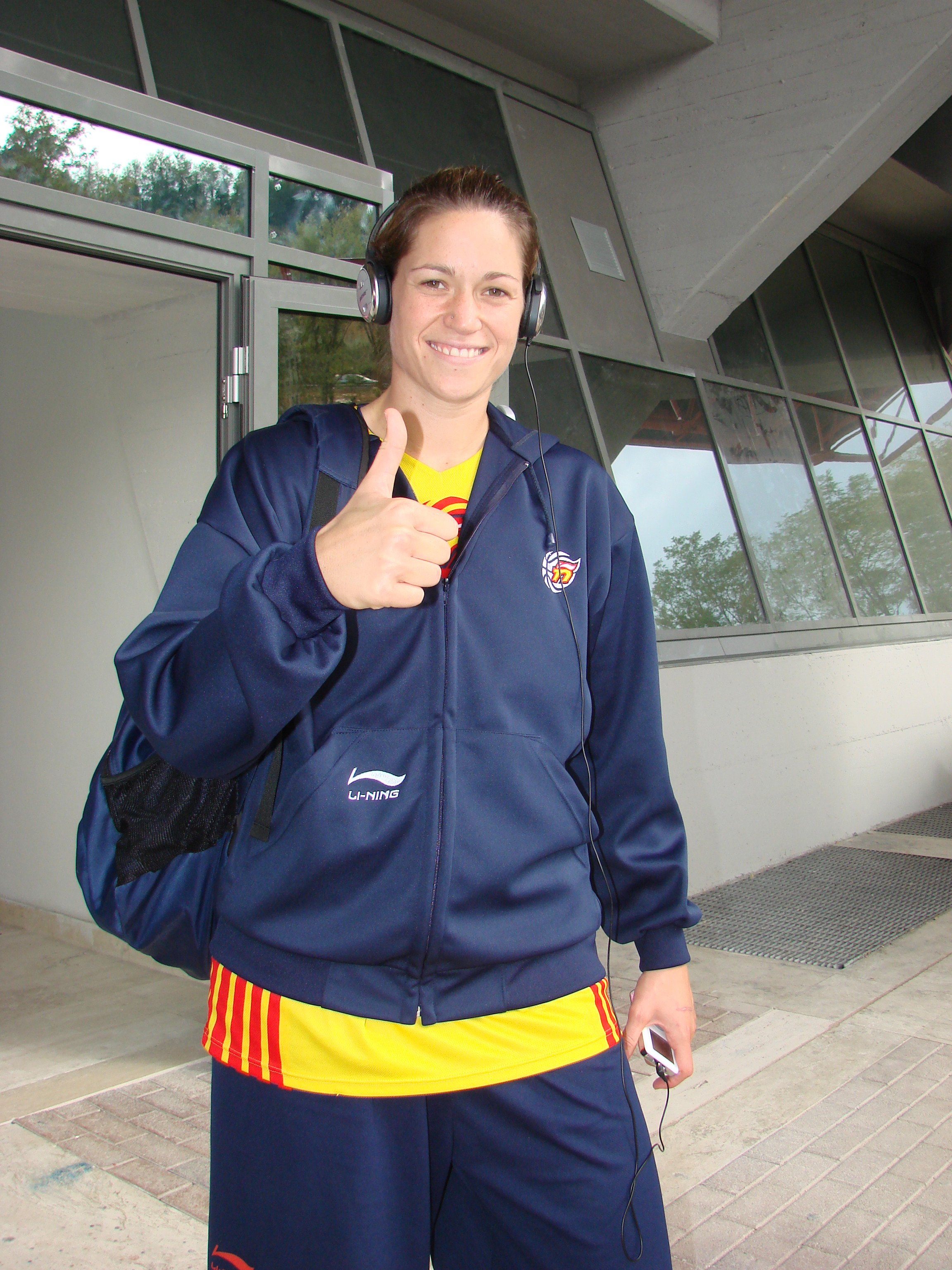
Anna Montañana

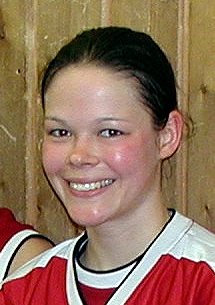
Anne Breitreiner.

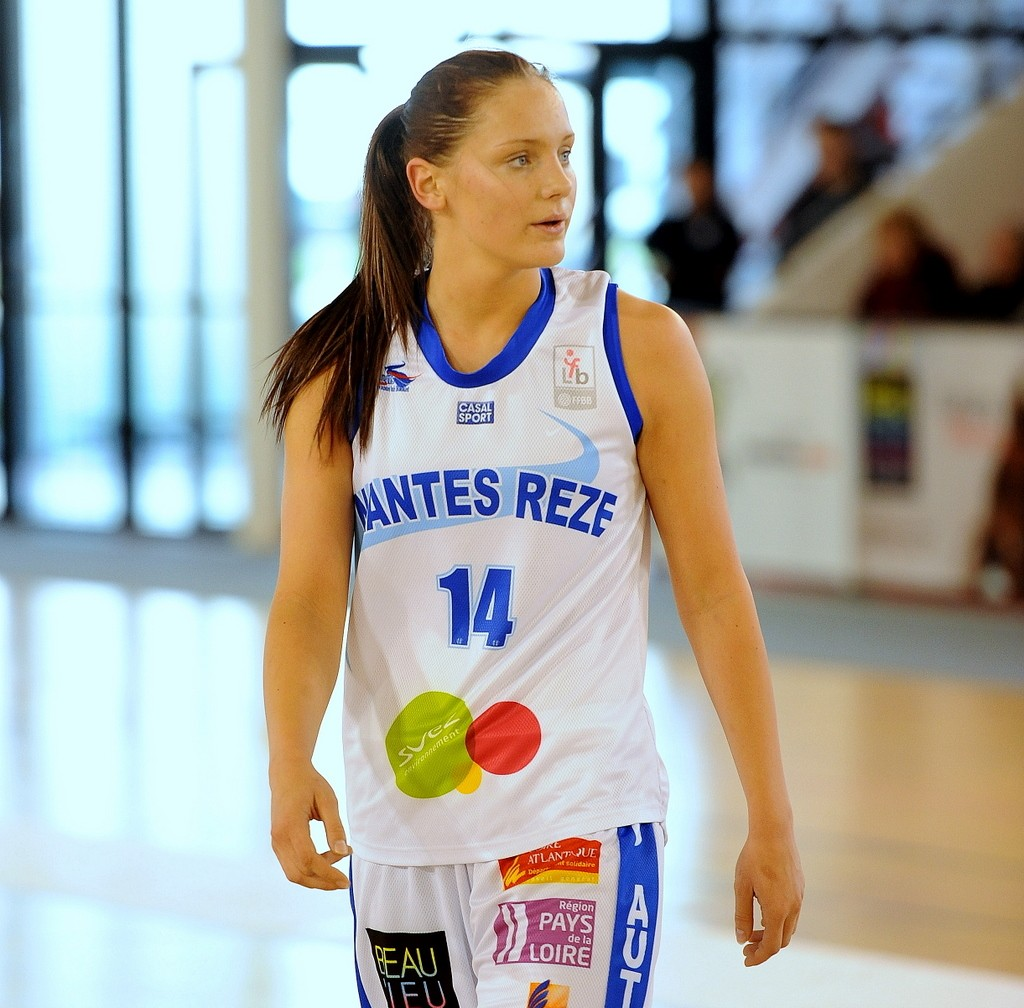
Sabīne Niedola

## Groupe A

### Lituanie
| Numéro | Joueuse                   | Poste | Naissance        | Taille | Club(s) 2011          |
| ------ | ------------------------- | ----- | ---------------- | ------ | --------------------- |
| 4      | Gabrielė Gutkauskaitė     | PG    | 26 octobre 1990  | 1,72 m | Lemminkainen Klaipeda |
| 5      | Milda Sauliute            | G     | 28 août 1981     | 1,75 m | Gambrinus Sika Brno   |
| 6      | Marina Solopova           | G/F   | 13 février 1990  | 1,80 m | VICI Aistes Kaunas    |
| 7      | Aušra Bimbaitė            | SG    | 10 octobre 1982  | 1,79 m | VICI Aistes Kaunas    |
| 8      | Agnė Abromaitė-Čiudarienė | F/C   | 15 janvier 1979  | 1,90 m | Ros Casares Valence   |
| 9      | Rima Valentiene           | PG    | 10 juin 1978     | 1,70 m | VICI Aistes Kaunas    |
| 10     | Mante Kvederaviciute      | G/F   | 28 novembre 1990 | 1,80 m | Laisvė Kaunas         |
| 11     | Gintarė Petronytė         | C     | 19 mars 1989     | 1,96 m | Galatasaray SK        |
| 12     | Giedrė Paugaitė           | F/C   | 15 juillet 1990  | 1,92 m | VICI Aistes Kaunas    |
| 13     | Sandra Linkevičienė       | G     | 1er février 1982 | 1,76 m | Dynamo Koursk         |
| 14     | Eglė Šulčiūtė             | PF    | 31 mai 1985      | 1,90 m | Real Club Celta Vigo  |
| 15     | Vaida Sipavičiūtė         | PF    | 6 novembre 1985  | 1,93 m | Faenza                |

Sélectionneur  :  Algirdas Paulauskas
Assistant :  Linas Salkus

### Russie
| Numéro | Joueuse              | Poste | Naissance         | Taille | Club(s) 20101             |
| ------ | -------------------- | ----- | ----------------- | ------ | ------------------------- |
| 4      | Olga Artechina       | F     | 27 novembre 1982  | 1,91 m | UMMC Ekaterinburg         |
| 5      | Evgenia Belyakova    | G     | 27 juin 1986      | 1,82 m | Spartak Saint-Petersbourg |
| 6      | Tatiana Popova       | G     | 17 septembre 1984 | 1,79 m | MBK Dynamo Moscou         |
| 7      | Marina Kuzina        | C     | 19 juillet 1985   | 1,95 m | Dynamo Moscou             |
| 8      | Ielena Danilotchkina | SG    | 27 janvier 1986   | 1,83 m | Tchevakata Vologda        |
| 9      | Natalya Myasoedova   | C     | 13 février 1987   | 1,93 m | Dynamo Novossibirsk       |
| 10     | Ilona Korstine       | G/F   | 30 mai 1980       | 1,82 m | Spartak région de Moscou  |
| 11     | Maria Stepanova      | C     | 23 février 1979   | 2,02 m | UMMC Ekaterinburg         |
| 12     | Irina Osipova        | F/C   | 25 juin 1981      | 1,96 m | Spartak région de Moscou  |
| 13     | Liudmila Sapova      | F     | 3 mai 1984        | 1,85 m | Nadejda Orenbourg         |
| 14     | Svetlana Abrosimova  | F     | 9 juillet 1980    | 1,88 m | UMMC Ekaterinburg         |
| 15     | Tatiana Vidmer       | C     | 8 janvier 1986    | 1,91 m | UMMC Ekaterinburg         |

Sélectionneur  :  Boris Sokolovsky

### Turquie
| Numéro | Joueuse              | Poste | Naissance         | Taille | Club(s) 2011      |
| ------ | -------------------- | ----- | ----------------- | ------ | ----------------- |
| 4      | Tugba Palazoglu      | SG    | 4 décembre 1980   | 1,72 m | Galatasaray SK    |
| 5      | Seda Erdogan         | SG    | 6 août 1987       | 1,75 m | Tarsus Belediyesi |
| 6      | Birsel Vardarli      | PG    | 12 juillet 1984   | 1,75 m | Fenerbahçe SK     |
| 7      | Nilay Kartaltepe     | PG    | 13 janvier 1979   | 1,72 m | Beşiktaş JK       |
| 8      | Nevin Kristen Nevlin | PF    | 8 mai 1985        | 1,95 m | Fenerbahçe SK     |
| 9      | Gülsah Akkaya        | F     | 6 octobre 1977    | 1,81 m | Samsun Basketbol  |
| 10     | Işıl Alben           | G     | 22 février 1986   | 1,72 m | Galatasaray SK    |
| 11     | Nevriye Yilmaz       | C     | 16 juin 1980      | 1,94 m | Fenerbahçe SK     |
| 12     | Naile Ivegin         | F/C   | 29 mai 1985       | 1,85 m | Tarsus Belediyesi |
| 13     | Yasemin Horasan      | F/C   | 1er août 1983     | 1,87 m | Beşiktaş JK       |
| 14     | Saziye Ivegin        | F     | 8 février 1982    | 1,82 m | Fenerbahçe SK     |
| 15     | Bahar Caglar         | PF    | 28 septembre 1988 | 1,88 m | Galatasaray SK    |

Sélectionneur  :  Ceyhun Yildizoglu
Assistant :  Ömer Petorak
Assistant :  Erman Okerman

### Slovaquie
| Numéro | Joueuse              | Poste | Naissance         | Taille | Club(s) 2011         |
| ------ | -------------------- | ----- | ----------------- | ------ | -------------------- |
| 4      | Zuzana Brezániova    | G     | 4 mars 1987       | 1,75 m | Whirlpool Poprad     |
| 5      | Darina Misurová      | PG    | 25 septembre 1981 | 1,69 m | Faenza               |
| 6      | Lucia Kupcikova      | F     | 28 août 1984      | 1,86 m | Good Angels Kosice   |
| 7      | Katarina Tetemondová | F/C   | 24 septembre 1988 | 1,88 m | MBK Ružomberok       |
| 9      | Michaela Ábelová     | G     | 27 août 1985      | 1,68 m | SV Halle Lions       |
| 10     | Regina Palusna       | C     | 6 juin 1989       | 1,92 m | Pecs                 |
| 11     | Klaudia Lukacovicová | C     | 25 novembre 1990  | 1,93 m | MBK Ružomberok       |
| 12     | Anna Jurcenkova      | C     | 26 juillet 1985   | 1,95 m | Good Angels Kosice   |
| 13     | Gabriela Kubatova    | PG    | 26 mai 1984       | 1,72 m | Roche Vendée Basket  |
| 14     | Romana Vynuchalova   | C     | 3 septembre 1986  | 1,92 m | Extrugasa Vilagarcia |
| 15     | Luisa Michulková     | SG    | 26 juillet 1984   | 1,80 m | Real Club Celta Vigo |
| 35     | Erin Lawless         | PF    | 6 mai 1985        | 1,85 m | Good Angels Kosice   |

Sélectionneur :  Natália Hejková
Assistant : Martin Pospisil

## Groupe B

### République tchèque
| Numéro | Joueuse            | Poste | Naissance         | Taille | Club(s) 2011                     |
| ------ | ------------------ | ----- | ----------------- | ------ | -------------------------------- |
| 4      | Jana Veselá        | F     | 31 décembre 1983  | 1,94 m | Ros Casares Valencia             |
| 5      | Alena Hanušová     | PF    | 29 mai 1991       | 1,90 m | Gambrinus Sika Brno              |
| 6      | Romana Hejdová     | PF    | 9 mai 1988        | 1,84 m | Gambrinus Sika Brno              |
| 7      | Michaela Zrustová  | F     | 4 avril 1987      | 1,86 m | Valosun Brno                     |
| 8      | Ilona Burgrová     | C     | 15 mars 1984      | 1,95 m | CJM Bourges                      |
| 9      | Kateřina Bartoňová | PG    | 17 janvier 1990   | 1,72 m | USK Prague                       |
| 10     | Veronika Bortelová | G     | 11 juin 1978      | 1,69 m | Energa Torun                     |
| 11     | Kateřina Elhotová  | SG    | 14 octobre 1989   | 1,80 m | USK Prague                       |
| 12     | Michala Hartigová  | C     | 14 novembre 1983  | 1,92 m | Sokol Hradec Kralove             |
| 13     | Petra Kulichová    | C     | 13 septembre 1984 | 1,97 m | Gambrinus Sika Brno              |
| 14     | Zora Škrabalová    | C     | 13 octobre 1981   | 1,90 m | WBC Czech coal Aldast Strakonice |
| 15     | Eva Vítečková      | F     | 26 janvier 1982   | 1,90 m | USK Prague                       |

Sélectionneur  :  Lubor Blazek
Assistant :  Ivan Beneš
Assistant :  Martin Petrovický

### Biélorussie
| Numéro | Joueuse                | Poste | Naissance        | Taille | Club(s) 2011            |
| ------ | ---------------------- | ----- | ---------------- | ------ | ----------------------- |
| 4      | Sviatlana Valko        | G     | 12 juillet 1989  | 1,75 m | BC Horizont Minsk       |
| 5      | Aliaksandra Taraseva   | G     | 23 juin 1988     | 1,70 m | MBK Ružomberok          |
| 6      | Katsiaryna Snytsina    | SF    | 2 août 1985      | 1,88 m | Nadejda Orenbourg       |
| 7      | Yuliya Dureika         | F     | 8 septembre 1986 | 1,79 m | BC Horizont Minsk       |
| 8      | Tat'yana Likhtarovitch | G     | 29 mars 1988     | 1,76 m | BC Horizont Minsk       |
| 9      | Natallia Anufryienka   | G     | 11 juin 1985     | 1,74 m | BC Horizont Minsk       |
| 10     | Anastasiya Verameyenka | C     | 10 juillet 1987  | 1,92 m | Nadejda Orenbourg       |
| 11     | Alena Lewtchanka       | C     | 30 avril 1983    | 1,96 m | Gorzów                  |
| 12     | Natallia Martchanka    | G     | 19 mai 1979      | 1,70 m | MBK Dynamo Moscou       |
| 13     | Tatyana Troina         | F     | 30 juin 1981     | 1,88 m | BC Horizont Minsk       |
| 14     | Nataliya Trafimava     | PF    | 16 juin 1979     | 1,86 m | CCC Polkowice           |
| 15     | Mariana Kress          | C     | 23 août 1980     | 1,92 m | Sony Athinaikos Athènes |

Sélectionneur  : Anatoly Buyalsky
Assistant :   Mikalai Buzliakou
Assistant :  Dmitry Sedov

### Grande-Bretagne
| Numéro | Joueuse               | Poste | Naissance        | Taille | Club(s) 2011                       |
| ------ | --------------------- | ----- | ---------------- | ------ | ---------------------------------- |
| 4      | Natalie Stafford      | G     | 8 décembre 1976  | 1,75 m | Standard Life Senior Women         |
| 5      | Rosalee Mason         | PF    | 24 avril 1979    | 1,80 m | City of Sheffield Hatters          |
| 6      | Stefanie Collins      | SG    | 30 décembre 1982 | 1,68 m | UWIC Archers                       |
| 7      | Rachael Vanderwal     | PG    | 27 juin 1983     | 1,76 m | Université de Limerick             |
| 8      | Chantelle Handy       | SF    | 16 juin 1987     | 1,91 m | Marshall Thundering Herd           |
| 9      | Kate Butters          | SF    | 25 juillet 1986  | 1,78 m | UWIC Archers                       |
| 10     | Julie Anne Page       | PF    | 21 avril 1983    | 1,88 m | Villeneuve-d’Ascq                  |
| 11     | Kimberly Butler       | PF    | 7 septembre 1982 | 1,86 m | Paniónios BC                       |
| 12     | Lauren Thomas-Johnson | G     | 25 mai 1988      | 1,80 m | Marquette Golden Eagles            |
| 13     | Johannah Leedham      | G     | 5 décembre 1987  | 1,80 m | Franklin Pierce University         |
| 14     | Azania Stewart        | C     | 13 mars 1989     | 1,95 m | Florida Gators                     |
| 15     | Rose Anderson         | G     | 23 mars 1988     | 1,78 m | Université du Centre de l'Oklahoma |

Sélectionneur  :  Tom Maher
Assistant :  Ken Shields
Assistant :  Vanessa Ellis

### Israël
| Numéro | Joueuse            | Poste | Naissance        | Taille | Club(s) 2011            |
| ------ | ------------------ | ----- | ---------------- | ------ | ----------------------- |
| 4      | Liad Suez Karni    | PF    | 21 avril 1981    | 1,87 m | Elitzur Maccabi Netanya |
| 5      | Meirav Dori        | SG    | 25 mai 1986      | 1,78 m | A.S. Ramat-Hasharon     |
| 6      | Noa Ganor          | G     | 6 avril 1986     | 1,72 m | A.S. Ramat-Hasharon     |
| 7      | Liron Cohen        | G     | 5 août 1982      | 1,73 m | Famila Schio            |
| 8      | Shay Doron         | G     | 1er avril 1985   | 1,75 m | Elitzur Ramla           |
| 9      | Shiran Zairy       | PG    | 18 janvier 1986  | 1,66 m | Elitzur Ramla           |
| 10     | Laine Selwyn       | PG    | 16 mai 1981      | 1,72 m | Elitzur Ramla           |
| 12     | Michal Epstein     | F     | 5 mars 1981      | 1,80 m | Hapoël Ramat Gan        |
| 13     | Ekaterina Abramzon | F     | 1er juillet 1987 | 1,85 m | A.S. Ramat-Hasharon     |
| 14     | Katia Levitsky     | PF    | 2 novembre 1985  | 1,90 m | Maccabi Bnot Ashdod     |
| 15     | Jennifer Fleischer | C     | 17 février 1984  | 1,93 m | Challes-les-Eaux        |
| 35     | Naama Shafir       | PG    | 28 février 1990  | 1,70 m | Toledo (NCAA)           |

Sélectionneur  :  Eli Rabi
Assistant :  Nathan Tal
Assistant :  Meital Nimrod

## Groupe C

### Monténégro
| Numéro | Joueuse          | Poste | Naissance          | Taille | Club(s) 2011              |
| ------ | ---------------- | ----- | ------------------ | ------ | ------------------------- |
| 4      | Sanja Knezevic   | F     | 23 janvier 1984    | 1,85 m | KK Jedinstvo              |
| 5      | Jelena Škerović  | G     | 23 décembre 1980   | 1,77 m | Brno                      |
| 6      | Anna De Forge    | SG    | 14 avril 1976      | 1,78 m | Hondarribia Irún          |
| 7      | Ana Baletic      | F     | 19 juillet 1985    | 1,85 m | Athinaikos Basket         |
| 8      | Milica Jovanovic | C     | 14 août 1989       | 1,89 m | Liomatic Umbertide        |
| 9      | Snezana Aleksic  | G     | 14 janvier 1989    | 1,73 m | Gospić Croatia Osiguranje |
| 10     | Jelena Dubljević | F     | 7 mai 1987         | 1,88 m | Tarbes                    |
| 11     | Milka Bjelica    | C     | 22 juin 1981       | 1,93 m | Lotos Gdynia              |
| 12     | Iva Perovanovic  | C     | 1er septembre 1983 | 1,88 m | Lattes Montpellier        |
| 13     | Ana Turcinovic   | C     | 22 octobre 1993    | 1,90 m | Merkur Celje              |
| 14     | Natasa Popovic   | C     | 14 avril 1982      | 1,95 m | KK Jedinstvo              |
| 15     | Maja Milutinovic | G     | 2 octobre 1987     | 1,75 m | Voždovac Belgrade         |

Sélectionneur  :  Miodrag Baletic
Assistant : Rade Petrovic

### Espagne
| Numéro | Joueuse          | Poste | Naissance         | Taille | Club(s) 2011         |
| ------ | ---------------- | ----- | ----------------- | ------ | -------------------- |
| 4      | Laura Nicholls   | C     | 26 février 1989   | 1,89 m | Rivas Ecópolis       |
| 5      | Cindy Lima       | F/C   | 21 juin 1981      | 1,96 m | Ros Casares Valence  |
| 6      | Silvia Dominguez | G     | 30 janvier 1987   | 1,67 m | Perfumerías Avenida  |
| 7      | Alba Torrens     | G     | 30 août 1989      | 1,90 m | Perfumerías Avenida  |
| 8      | Lucila Pascua    | C     | 21 mars 1983      | 1,96 m | Mann Filter Zaragoza |
| 9      | Laia Palau       | G     | 14 mai 1988       | 1,96 m | Ros Casares Valence  |
| 10     | Elisa Aguilar    | G     | 10 septembre 1979 | 1,72 m | Rivas Ecópolis       |
| 11     | Marta Xargay     | G     | 20 décembre 1990  | 1,80 m | Perfumerías Avenida  |
| 12     | Anna Montañana   | PF    | 24 octobre 1980   | 1,86 m | Perfumerías Avenida  |
| 13     | Amaya Valdemoro  | F     | 18 août 1976      | 1,82 m | Rivas Ecópolis       |
| 14     | Sancho Lyttle    | PF    | 20 septembre 1983 | 1,93 m | Perfumerías Avenida  |
| 15     | Anna Cruz        | G/F   | 27 octobre 1990   | 1,77 m | Rivas Ecopolis       |

Sélectionneur  :  José Ignacio Hernandez
Assistant : Susanna Maria Senra
Assistant : Roberto Hernández

### Pologne
| Numéro | Joueuse               | Poste | Naissance        | Taille | Club(s) 2011           |
| ------ | --------------------- | ----- | ---------------- | ------ | ---------------------- |
| 4      | Katarzyna Dzwigalska  | G     | 25 août 1985     | 1,74 m | Gorzów                 |
| 5      | Anna Pietrzak         | PG    | 5 novembre 1987  | 1,67 m | CCC Polkowice          |
| 6      | Paulina Pawlak        | PG    | 1er juillet 1984 | 1,70 m | Wisła Cracovie         |
| 7      | Agnieszka Szott       | F     | 23 mars 1982     | 1,86 m | Artego Bydgoszcz       |
| 8      | Justyna Zurowska      | F     | 8 mars 1985      | 1,88 m | Gorzów                 |
| 9      | Malgorzata Babicka    | F     | 6 septembre 1985 | 1,87 m | KS Cukierki Odra Brzeg |
| 11     | Elzbieta Mowlik       | SG    | 5 juin 1983      | 1,80 m | AZS Poznań             |
| 12     | Patrycja Gulak-Lipka  | PF    | 16 mai 1982      | 1,90 m | Charleville            |
| 13     | Ewelina Kobryn        | C     | 7 mai 1982       | 1,93 m | Wisła Cracovie         |
| 15     | Aleksandra Chomac     | C     | 24 avril 1985    | 1,90 m | Lider Pruszków         |
| 20     | Agnieszka Kaczmarczyk | PF    | 23 mai 1989      | 1,88 m | Gorzów                 |
| 22     | Agnieszka Skobel      | F     | 16 janvier 1989  | 1,78 m | Gorzów                 |

Sélectionneur  :  Dariusz Maciejewski
Assistant : Arkadiusz Koniecki

### Allemagne
| Numéro | Joueuse          | Poste | Naissance         | Taille | Club(s) 2011                 |
| ------ | ---------------- | ----- | ----------------- | ------ | ---------------------------- |
| 4      | Lea Mersch       | PG    | 28 septembre 1987 | 1,70 m | evo NB Oberhausen            |
| 5      | Anne Breitreiner | SG    | 7 septembre 1984  | 1,83 m | Faenza                       |
| 6      | Dorothea Richter | PG    | 25 avril 1983     | 1,78 m | HELI Donau-Ries              |
| 7      | Lisa Koop        | C     | 23 septembre 1985 | 1,97 m | BC Marburg                   |
| 8      | Sarah Austmann   | SG    | 31 janvier 1985   | 1,73 m | evo NB Oberhausen            |
| 9      | Stephanie Wagner | SF    | 8 juillet 1990    | 1,81 m | Rhein Main Baskets           |
| 10     | Romy Bär         | SF    | 17 mai 1987       | 1,87 m | Challes-les-Eaux             |
| 11     | Tina Menz        | PG    | 24 août 1988      | 1,74 m | Leeds Carnegie (basketball)  |
| 12     | Birte Thimm      | SG    | 6 mars 1987       | 1,80 m | evo NB Oberhausen            |
| 13     | Svenja Greunke   | PF    | 22 juillet 1989   | 1,87 m | Rhein Main Baskets/TV Langen |
| 14     | Katharina Kühn   | C     | 1er octobre 1980  | 1,92 m | TSV 1880 Wasserburg          |
| 15     | Petra Gläser     | C     | 5 octobre 1981    | 1,94 m | Kvarnby Basket               |

Sélectionneur  :  Bastian Wernthaler
Assistant :  Harald Janson

## Groupe D

### Lettonie
| Numéro | Joueuse           | Poste | Naissance         | Taille | Club(s) 2011                   |
| ------ | ----------------- | ----- | ----------------- | ------ | ------------------------------ |
| 4      | Elīna Babkina     | PG    | 24 avril 1989     | 1,73 m | Lotos Gdynia                   |
| 5      | Sabīne Niedola    | F     | 29 avril 1991     | 1,84 m | Nantes-Rezé                    |
| 6      | Zane Eglite       | G     | 10 décembre 1984  | 1,68 m | Termocarispe La Spezia         |
| 7      | Zane Tamane       | C     | 24 septembre 1983 | 2,00 m | MKB Euroleasing Sopron         |
| 8      | Gunta Baško       | G/F   | 27 avril 1980     | 1,81 m | Wisła Cracovie                 |
| 9      | Liene Jansone     | F/C   | 22 mai 1981       | 1,92 m | Pool Comense 1872              |
| 10     | Liene Pride       | G/F   | 23 avril 1990     | 1,76 m | Independence Community College |
| 11     | Aija Putniņa      | C     | 15 janvier 1988   | 1,92 m | Arras                          |
| 12     | Karline Nimane    | F     | 16 novembre 1990  | 1,87 m | TTT Riga                       |
| 13     | Kristine Karklina | PG    | 30 septembre 1983 | 1,75 m | Sedis Bàsquet                  |
| 14     | Ieva Kubliņa      | C     | 8 juillet 1982    | 1,93 m | SEAT Foton Gyõr                |
| 15     | Zane Jakobsone    | F     | 30 novembre 1985  | 1,80 m | TTT Riga                       |

Sélectionneur  :  Yórgos Dikeoulákos
Assistant : Aigars Nerips
Assistant : Julian Martinez Alman

### France
| Numéro | Joueuse                  | Poste | Naissance       | Taille | Club(s) 2009         |
| ------ | ------------------------ | ----- | --------------- | ------ | -------------------- |
| 4      | Isabelle Yacoubou-Dehoui | 5     | 21 avril 1986   | 1,95 m | Famila Schio         |
| 5      | Nwal-Endéné Miyem        | 4     | 15 mai 1988     | 1,88 m | CJM Bourges Basket   |
| 6      | Clémence Beikes          | 1-2   | 19 octobre 1983 | 1,78 m | Union Hainaut Basket |
| 7      | Sandrine Gruda           | 4-5   | 25 juin 1984    | 1,92 m | UMMC Iekaterinbourg  |
| 8      | Edwige Lawson-Wade       | 1     | 14 mai 1979     | 1,67 m | Ros Casares Valence  |
| 9      | Céline Dumerc            | 1     | 9 juillet 1982  | 1,69 m | UMMC Iekaterinbourg  |
| 10     | Jennifer Digbeu          | 3-4   | 14 avril 1987   | 1,90 m | CJM Bourges Basket   |
| 11     | Émilie Gomis             | 2-3   | 18 octobre 1983 | 1,80 m | Villeneuve-d’Ascq    |
| 13     | Aurélie Bonnan           | 4     | 1er août 1983   | 1,87 m | USO Mondeville       |
| 14     | Emmeline NDongué         | 4-5   | 25 avril 1983   | 1,94 m | CJM Bourges Basket   |
| 18     | Marion Laborde           | 2     | 9 décembre 1985 | 1,78 m | Basket Landes        |
| 19     | Florence Lepron          | 1-2   | 17 janvier 1985 | 1,82 m | Tarbes GB            |

### Croatie
| Numéro | Joueuse         | Poste | Naissance         | Taille | Club(s) 2011             |
| ------ | --------------- | ----- | ----------------- | ------ | ------------------------ |
| 4      | Sandra Mandir   | SG    | 4 août 1977       | 1,74 m | Gospić                   |
| 5      | Lisa Karcic     | SF    | 2 août 1984       | 1,77 m | WBC Keflavik             |
| 6      | Antonija Misura | G     | 25 mai 1987       | 1,78 m | ZKK Sibenik              |
| 7      | Marta Cakic     | G     | 4 juillet 1981    | 1,75 m | ZKK Sibenik              |
| 8      | Neda Lokas      | F     | 12 janvier 1983   | 1,79 m | ZKK Sibenik              |
| 9      | Mirna Mazic     | F/C   | 30 décembre 1978  | 1,88 m | Paniónios                |
| 10     | Iva Ciglar      | PG    | 29 avril 1986     | 1,69 m | Spartak Saint-Petersburg |
| 11     | Ana Lelas       | F     | 11 septembre 1984 | 1,82 m | Lattes-Montpellier       |
| 12     | Iva Sliskovic   | F/C   | 3 janvier 1984    | 1,90 m | Real Club Celta Vigo     |
| 13     | Sena Pavetic    | C     | 22 juillet 1986   | 1,98 m | Gospić                   |
| 14     | Luca Ivankovic  | C     | 2 novembre 1988   | 1,99 m | Gospić                   |
| 15     | Jelena Ivezic   | SF    | 1er janvier 1993  | 1,80 m | Gospić                   |

Sélectionneur  :  Stipe Bralic
Assistant :   Dejan Koronsovac

### Grèce
| Numéro | Joueuse               | Poste | Naissance         | Taille | Club(s) 2011            |
| ------ | --------------------- | ----- | ----------------- | ------ | ----------------------- |
| 4      | Dímitra Kaléntzou     | PG    | 3 janvier 1978    | 1,76 m | Athinaikos Basket       |
| 5      | Evkodia Stamati       | G     | 2 août 1984       | 1,78 m | FEA Neas                |
| 6      | Zoí Dimitrákou        | SF    | 25 mai 1987       | 1,88 m | Pays d'Aix Basket 13    |
| 7      | Olga Chatzinikolaou   | SG    | 4 juillet 1981    | 1,82 m | Athinaikos Basket       |
| 8      | Stylianí Kaltsídou    | SF    | 12 janvier 1983   | 1,88 m | CJM Bourges             |
| 9      | Evanthía Máltsi       | SG    | 30 décembre 1978  | 1,80 m | USK Prague              |
| 10     | Pelagía Papamichaíl   | C     | 29 avril 1986     | 1,89 m | COB Calais              |
| 11     | Thalia Kasapoglu      | PG    | 11 septembre 1984 | 1,72 m | Α.Ε.Ο. Proteas          |
| 12     | Katerina Sotirirou    | SF    | 3 janvier 1984    | 1,85 m | Athinaikos Basket       |
| 13     | Emmanouela Androulaki | C     | 22 juillet 1986   | 1,89 m | Paniónios BC            |
| 14     | Anna Spyridopoulou    | F     | 2 novembre 1988   | 1,84 m | Aris Salonique          |
| 15     | Ártemis Spanoú        | C     | 1er janvier 1993  | 1,90 m | Robert Morris Colonials |

Sélectionneur  :  Kostas Missas
Assistant :   Ioannis Ktistakis
Assistant :  Andreas Mavros